# Selaginella corallina
Selaginella corallina là một loài dương xỉ trong họ Selaginellaceae. Loài này được Riddell Wilbur & Whitson, Margaret K. mô tả khoa học đầu tiên năm 2005.